# 531
| [ Edytuj tabelę ]          |                                                                 |
| Król Aksum                 | - 520 Kaleb 540                                                 |
| Cesarz Bizancjum           | - 527 Justynian I Wielki 565                                    |
| Cesarz Chin                | - 502 Liang Wudi 549                                            |
| Król Essexu                | - 527 Aescwine 587                                              |
| Król Franków               | - 511 Childebert I 558 - 511 Teuderyk I 534 - 511 Chlotar I 561 |
| Król Kentu                 | - 522 Eormenric 560                                             |
| Patriarcha Konstantynopola | - 520 Epifaniusz 535                                            |
| Władca Korei               | - 519 Anjang 531 - 531 Anwŏn 545                                |
| Król Mercji                | - 501 Cnebba (?) 566                                            |
| Król Munsteru              | - 527 Crimthann 547                                             |
| Król Ostrogotów            | - 526 Atalaryk 534 - 526 Amalasunta (regentka) 534              |
| Papież                     | - 530 Bonifacy II 532                                           |
| Król Persji                | - 488 Kawad I 531 - 531 Chosrow I 579                           |
| Król Wandalów              | - 530 Gelimer 534                                               |
| Król Wessexu               | - 519 Cerdic 534                                                |
| Król Wizygotów             | - 526 Amalaryk 531 - 531 Teudis 548                             |

Rok 531 / DXXXI
stulecia: V wiek ~
VI wiek ~
VII wiek

lata: 521 «
526 «
527 «
528 «
529 «
530 «
531
» 532
» 533
» 534
» 535
» 536
» 541

## Wydarzenia
- 19 kwietnia – wojna iberyjska: zwycięstwo Persów nad wojskami Cesarstwa wschodniorzymskiego w bitwie pod Callinicum.

- Państwo Sasanidów osiągnęło największy zasięg terytorialny (data sporna lub przybliżona).

## Zmarli
- Montan, biskup Toledo